# 張大輪
張大輪，字用載，號夏山，浙江承宣布政使司金華府東陽縣人，明朝政治人物。

## 生平
正德五年庚午科舉人，九年（1514年）甲戌科二甲进士，授工部主事，累官郎中，嘉靖六年（1527年）任福建建宁府知府，同年調任常州府知府。歷官福建副使，江西布政司左参政，嘉靖十四年（1535年）正月拾遗降用。